# Complejo hidroeléctrico La Barrancosa-Cóndor Cliff
El Complejo Hidroeléctrico Néstor Kirchner Jorge Cepernic es un emprendimiento para el aprovechamiento hidroeléctrico del río Santa Cruz (Argentina), que generará una potencia eléctrica de 1700 megavatios (equivalente al 10 % de la energía generada en 2008). Néstor Kirchner está situado a 185 km de la desembocadura del río Santa Cruz, mientras que Jorge Cepernic a 250 kilómetros del mismo sitio. Esta obra es la tercera hidroeléctrica en importancia, después de las de Yaciretá y Salto Grande.
La iniciativa es impulsada por el Gobierno argentino y demandará, según las estimaciones iniciales, un desembolso superior a los u$s 4898 millones.
El 14 de abril de 2008 se realizó el acto de apertura de ofertas para la construcción de la represa hidroeléctrica que tendrá un plazo ejecución de obra de 4 años y que generará 5000 puestos de trabajo. El 20 de abril de 2012 se realizó un nuevo anuncio acompañado por firma de convenio para la construcción de la represa hidroeléctrica. Hacia mediados de 2012 se realizó un nuevo llamado a licitación pública nacional e internacional. El 10 de enero de 2013 se realizó el acto de apertura de ofertas para la construcción de la represa hidroeléctrica. 
El 29 de julio de 2015 arriban las primeras maquinarias necesarias para el inicio de las obras para la construcción del complejo hidroeléctrico.
Las represas Kirchner-Cepernic son consideradas como la obra de generación hidroeléctrica más grande del país, de carácter puramente nacional,  se estima que aumentarán en un 15% la generación hidroeléctrica del país y permitirán el abastecimiento energético a más de 600 mil hogares.
El 21 de diciembre de 2016 la Corte Suprema suspendió provisoriamente las obras para una evaluación del impacto ambiental. que fue aprobado el 8 de mayo de 2017. Tras dos años de paralización de obras, se reinician las mismas en marzo de 2018 con contratiempos y plazo estimado de seis años de construcción.
El 18 de julio de 2025 se firmó un entendimiento con las empresas y el gobernador Claudio Vidal para reactivar la construcción de una de las represas de Santa Cruz, una obra de casi US$5000 millones.

## Características técnicas
Las empresas que manifestaron interés en construir las dos represas sobre el río más importante de la cuenca hidrográfica provincial son los consorcios: Isolux-Corsan-Andrade Gutiérrez S.A; Techint SACEI-Benito Roggio S.A-Esuco S.A-Supercemento SAIC; Electroingeniería S.A-Iecsa S.A-José Cartellone S.A; Aluar SAIC-Hidroeléctrica Futaleufú S.A-Odebrecht S.A; Impsa-Camargo Correa-Corporación Americana S.A y Panedile Argentina S.A.. Uno de estos, en una asociación mixta con el estado provincial, será quien accederá a la construcción y posterior explotación del complejo hidroeléctrico, que generará a partir de su puesta en marcha, estimada en el 2012, 5100 GWh/año.
El objetivo planteado por el gobierno provincial para el procedimiento de selección de un consorcio de empresas fue lograr obtener un grupo empresario que construya, financie y conforme posteriormente una sociedad mixta, cuya cabeza es el Estado provincial, que operará el complejo y explotará el recurso natural, bajo la figura de concesión.
Jorge Cepernic, que se ubicará a 185 km distante del mar Argentino y la otra denominada N.Kirchner a 250 km de dicho mar. Según el proyecto, la capacidad de potencia a generar por la represa, será de 1140 MW (6 grupos turbina/generador de 190 MW cada uno), y La Barrancosa de 600 MW (5 grupos turbina/generador de 120 MW cada uno), y así alrededor de 5100 GWh/año se incorporarán al Sistema Argentino de Interconexión.
En 2016 se redujo la potencia de la primera central 1140 MW en 6 turbinas de 190 MW a 950 MW en 5 turbinas de 190 MW, y la potencia de la segunda es de 600 MW en 5 turbinas de 120 MW a 360 MW en 3 turbinas de 120 MW. La razón dada fue que el río no tiene caudal suficiente para tantas turbinas.
El proyecto incluye la construcción de la siguiente infraestructura complementaria:
- Presas de materiales sueltos con pantalla impermeable de hormigón.
- Vertederos de crecidas
- Obras de toma para las centrales hidroeléctricas
- Descargadores de fondo
- Obras de desvío del río durante la construcción
- Centrales hidroeléctricas
- Playa de maniobras
- Caminos de acceso sobre ambas márgenes

## Nombre
En 2012 las leyes provinciales 3206 y 3207, sancionadas por la Legislatura de Santa Cruz de forma  mayoritaria nombraron a las represas como Gobernador Jorge Cepernic y Presidente Néstor Carlos Kirchner. El 1 de noviembre de 2017, mediante el decreto de necesidad y urgencia 882/17 de Mauricio Macri, Juan José Aranguren, Marcos Peña, el Ministerio de Energía de la Nación de forma arbitraria desechó los nombres originales y quitó la denominación votada por la legislatura de la provincia Pero en 2020 el gobierno nacional volvió a bautizar a las represas con sus nombres originales Presidente Néstor Kirchner y Gobernador Jorge Cepernic que se les había dado 8 años antes por ley provincial

## Adquisición de tierras por Lázaro Báez
A partir de 2006, el empresario Lázaro Báez comenzó a adquirir numerosas estancias y campos en la cuenca del río Santa Cruz, muchos de ellos ubicados en zonas que luego serían inundadas por el Complejo Hidroeléctrico Cóndor Cliff–La Barrancosa. Según investigaciones judiciales, algunas de estas compras se realizaron antes de que el Estado confirmara oficialmente el proyecto de las represas y a precios que distintos estudios secundarios estimaron por debajo del valor de mercado, lo que suscitó cuestionamientos sobre un posible uso de información privilegiada.  
Por su parte, Báez negó haber contado con ventajas indebidas, declarando que todas las transacciones se realizaron conforme a las ofertas disponibles en el mercado inmobiliario local. Estas operaciones formaron parte de la causa penal conocida como “Hacienda” del Valle, en la que se investigó presunto tráfico de influencias y enriquecimiento ilícito vinculado al proyecto hidroeléctrico.  
De las indemnizaciones por expropiación de esos terrenos, se informó que el Estado abonó montos millonarios a empresas vinculadas a Báez, lo que alimentó el debate sobre el costo fiscal del proyecto y la transparencia en las contrataciones públicas en la provincia de Santa Cruz.

## Financiamiento chino durante el mandato de Macri
En mayo de 2017, el gobierno de Mauricio Macri y entidades financieras chinas —entre ellas China Development Bank, ICBC y Bank of China— acordaron el desembolso de aproximadamente USD 4 714 millones para el Complejo Hidroeléctrico Cóndor Cliff–La Barrancosa.  
Según información oficial, los desembolsos estaban sujetos a la firma de adendas y al avance de los estudios de ingeniería acordados en el contrato original. Por su parte, reportes de medios y fuentes diplomáticas indicaron que la suspensión temporal de pagos podía considerarse un mecanismo de presión habitual en grandes financiaciones internacionales, sin llegar a caracterizarse formalmente como “extorsión”.

## Impacto ambiental
El Estudio de Impacto Ambiental (EIA) presentado en 2013 incluyó análisis sobre glaciares, fauna silvestre y patrones hidrológicos de la cuenca del río Santa Cruz, con base en datos recabados entre 2008 y 2012. Organizaciones como la Fundación Ambiente y Recursos Naturales (FARN) y Aves Argentinas señalaron que, si bien el EIA cumple con los requisitos formales del Manual de Gestión Ambiental para Obras Hidráulicas, podría complementarse con información más reciente sobre avifauna migratoria y corrientes subterráneas.  
Por otra parte, los proponentes del proyecto sostienen que la generación de energía renovable mediante estas represas contribuirá a reducir la dependencia de combustibles fósiles y disminuir las emisiones de CO₂ a nivel nacional. Estudios independientes estiman que, tras la consolidación del complejo hidroeléctrico, se evitarían hasta 3 millones de toneladas de CO₂ anuales, aunque también destacan la necesidad de programas de monitoreo ambiental continuo para mitigar posibles efectos sobre humedales y recursos hídricos.